# Gehringiini
Gehringiini là một tông bọ cánh cứng trong Họ Bọ chân chạy.

## Các chi
- Afrogehringia
- Gehringia
- Helenaea